# Luany
Luany Vitória da Silva Rosa (Nova Iguaçu, 3 de febrero de 2003) es una futbolista profesional brasileña que juega como delantera en el Atlético de Madrid de la Liga F de España. Es internacional con la selección de Brasil desde 2025, año en el que ganó la Copa América.

## Trayectoria

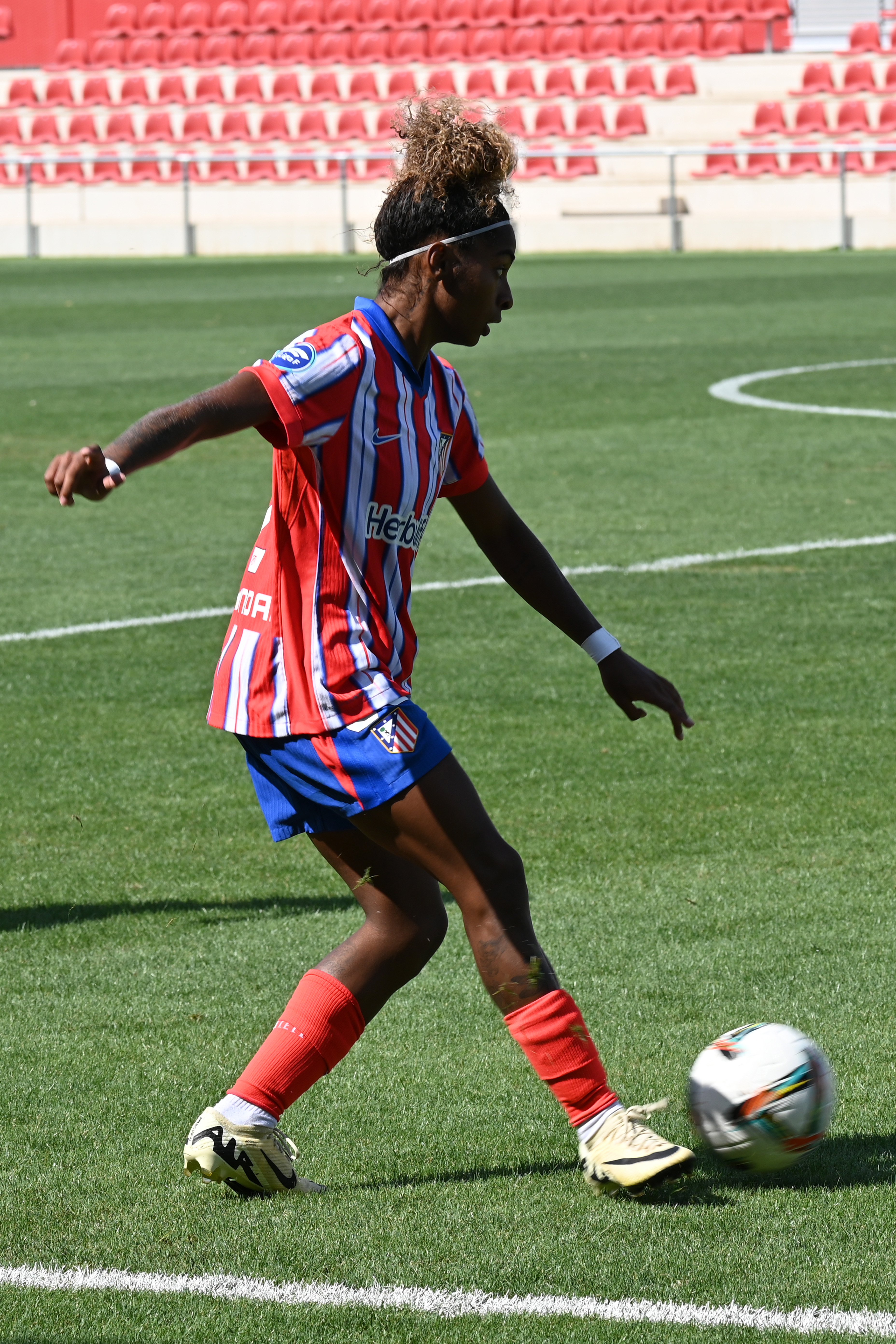
Luany en agosto de 2024

Empezó a jugar en las categorías inferiores del Daminhas da Bola. Luego pasó por Fluminense, donde ganó el Brasileirao sub-18 en 2021. En 2022 pasó a jugar en el Gremio, donde empezó el año siendo finalistas de la Supercopa. Tras regresar del Campeonato Sudamericano sub-17, donde representó a la selección brasileña, alternó su participación en el Brasileirão con el campeonato sub-20. Aunque no fue titular habitual, disputó 9 encuentros con el primer equipo y con cuatro goles, ayudó a Grêmio a ser octavas en la liga y alcanzar los cuartos de final, donde cayeron eliminadas.
En febrero de 2023 el OL Reign pagó un traspaso para hacerse con sus servicios, donde su nueva entrenadora, Laura Harvey, destacó su «velocidad con la pelota, sus altas dosis de energía y su espíritu competitivo». Tras un inicio de temporada en la sólo estuvo dos veces convocada en la liga regular y en la que no llegó a debutar, fue cedida al Madrid Club de Fútbol Femenino, donde marcó 6 goles y dio 5 asistencias en 23 partidos.
En 2024 fue traspasada al Atlético de Madrid, donde se reencontró con su entrenador en el Madrid CFF, Víctor Martín. Debutó con el club rojiblanco en Liga de Campeones el 4 de septiembre, con la mala suerte de lesionarse a los pocos minutos de saltar al campo y acabar el encuentro con derrota por penaltis ante el Rosenborg. Estuvo dos meses recuperándose de la lesión y reaparición en noviembre de ese mismo año. Fue cogiendo ritmo y confianza a medida que avanzó la temporada y terminó siendo una de las jugadoras más determinantes al final de la campaña, llegando a debutar con la selección brasileña. El Atlético de Madrid se clasificó para la Liga de Campeones en la última jornada y alcanzó la final de la Copa de la Reina.

## Selección nacional

### Categorías inferiores
Luany empezó a ser convocada con la selección sub-17 de Brasil en 2019, y debutó en enero de 2020 en un amistoso ante Perú. Poco después fue convocada a entrenar por primera vez con la selección sub-20. A pesar de ser fija en las convocatorias de la selección sub-17, no pudo participar en el Campeonato Sudamericano Femenino Sub-17 al ser cancelado por la pandemia de COVID-19 tras ser pospuesto en diferentes ocasiones.
Debutó con la selección sub-20 de Brasil en abril de 2021 en un amistoso ante México. Ganó el Campeonato Sudamericano de 2022, en el que jugó en los 7 partidos del campeonato, 6 de ellos como titular, y marcó un gol.
En agosto de ese mismo año jugó el Mundial sub-20. Debutaron con un empate a cero ante España, y Luany fue elegida mejor jugadora del partido. Tras ganar a Australia y Costa Rica fueron segundas de grupo tras España por diferencia de goles. Eliminaron a Colombia en cuartos de final y cayeron ante Japón en la semifinal. Lograron el tercer puesto tras vencer a Países Bajos en el partido de consolación.

### Selección absoluta
Luany debutó el 8 de abril de 2025 con la selección absoluta al entrar al terreno de juego en el minuto 35 en un amistoso ante Estados Unidos. En el tiempo añadido dio la asistencia de gol que permitió a su selección ganar el duelo por 1-2. Fue convocada para disputar la Copa América de 2025. En el primer partido ante Venezuela fue suplente y ganaron por 2-0. En el segundo partido ante Bolivia fue titular y elegida mejor jugadora del partido tras marcar los dos primeros goles y provocar el penalti que dio el tercer gol en la victoria brasileña por 6-0. Volvió a ser titular en la victoria por 4-1 ante Paraguay y no jugó en el último partido de la fase de grupos, en el que empataron sin goles ante Colombia y pasaron a la semifinal como primeras de grupo. Volvió a ser titular en la victoria por 5-1 a Uruguay, clasificándose para jugar la final. Fue suplente en la final. Brasil se alzó con el título tras empatar a 3 con Colombia tras los 90 minutos, ambos equipos marcaron un gol en la prórroga y Brasil ganó por 5-4 en la tanda de penaltis, en los que Luany marcó el sexto y último lanzamiento de Brasil.

## Estadísticas

### Clubes
Actualizado al último partido jugado el 7 de junio de 2025.
| Grêmio · Brasil             | 1.ª                 | 2023                | 9  | 4  |   |   |   |   | - | - | - | 9  | 4  |   | 0.44 |
| Grêmio · Brasil             | Total               | Total               | 9  | 4  |   |   |   |   | - | - | - | 9  | 4  |   | 0.44 |
| Madrid C. F. F. · España    | 1.ª                 | 2023-24             | 26 | 6  | 5 | 1 | 0 | 0 | - | - | - | 27 | 6  | 5 | 0.22 |
| Madrid C. F. F. · España    | Total               | Total               | 26 | 6  | 5 | 1 | 0 | 0 | - | - | - | 27 | 6  | 5 | 0.22 |
| Atlético de Madrid · España | 1.ª                 | 2024-25             | 19 | 4  | 4 | 6 | 0 | 0 | 1 | 0 | 0 | 26 | 4  | 4 | 0.15 |
| Atlético de Madrid · España | Total               | Total               | 19 | 4  | 4 | 6 | 0 | 0 | 1 | 0 | 0 | 26 | 4  | 4 | 0.15 |
| Total en su carrera         | Total en su carrera | Total en su carrera | 54 | 14 | 9 | 7 | 0 | 0 | 1 | 0 | 0 | 62 | 14 | 9 | 0.23 |
| 1. 2. 3.                    |                     |                     |    |    |   |   |   |   |   |   |   |    |    |   |      |

### Selección
Actualizado al último partido jugado el 2 de agosto de 2025.
| Selecciones                                                                 | Año   | Otros Oficiales(5) | Otros Oficiales(5) | Otros Oficiales(5) | Mundial (6) | Mundial (6) | Mundial (6) | Amistosos | Amistosos | Amistosos | Total | Total | Total  | Media goleadora |
| Selecciones                                                                 | Año   | Part.              | Goles              | Asist.             | Part.       | Goles       | Asist.      | Part.     | Goles     | Asist.    | Part. | Goles | Asist. | Media goleadora |
| --------------------------------------------------------------------------- | ----- | ------------------ | ------------------ | ------------------ | ----------- | ----------- | ----------- | --------- | --------- | --------- | ----- | ----- | ------ | --------------- |
| Sub-17 · Brasil                                                             | 2020  |                    |                    |                    |             |             |             | 3         | 1         |           | 3     | 1     |        | 0.33            |
| Sub-17 · Brasil                                                             | Total |                    |                    |                    |             |             |             | 3         | 1         |           | 3     | 1     |        | 0.33            |
| Sub-20 · Brasil                                                             | 2021  |                    |                    |                    |             |             |             | 4+        | 2         |           | 4+    | 2     |        | 0.50            |
| Sub-20 · Brasil                                                             | 2022  | 7                  | 1                  |                    | 6           | 0           | 0           | 1+        | 1         |           | 14+   | 2     |        | 0.14            |
| Sub-20 · Brasil                                                             | Total | 7                  | 1                  |                    | 6           | 0           | 0           | 5+        | 3         |           | 18+   | 4     |        | 0.22            |
| Absoluta · Brasil                                                           | 2025  | 5                  | 2                  | 0                  |             |             |             | 2         | 0         | 1         | 7     | 2     | 1      | 0.28            |
| Absoluta · Brasil                                                           | Total | 5                  | 2                  | 0                  |             |             |             | 2         | 0         | 1         | 7     | 2     | 1      | 0.28            |
| (5) Se incluyen Campeonatos Sudamericanos. (6) Se incluyen Juegos Olímpicos |       |                    |                    |                    |             |             |             |           |           |           |       |       |        |                 |

## Palmarés

### Títulos internacionales
| Título                                  | Selección | Sede    | Año  |
| --------------------------------------- | --------- | ------- | ---- |
| Campeonato Sudamericano Femenino Sub-20 | Brasil    | Chile   | 2022 |
| Copa América Femenina                   | Brasil    | Ecuador | 2025 |

### Distinciones individuales
| Distinción                                           | Año  |
| ---------------------------------------------------- | ---- |
| Mejor jugadora del Brasil-Bolivia en la Copa América | 2025 |